# Урдумошур
Урдумошу́р (рос. Урдумошур) — присілок в Дебьоському районі Удмуртії, Росія.

## Населення
Населення — 97 осіб (2010; 119 в 2002).
Національний склад станом на 2002 рік:
- удмурти — 92 %

## Господарство
Біля присілка знаходяться Урдумошурське джерело, яке пропонується віднести до пам'яток природи, та міст через Іту.

## Урбаноніми[4]
- вулиці — Вортчинська, Мельнична, Нагірна